# Драган Церовић
Драган Гиго Церовић (Никшић, 1919 — Забрђе, јул 1942), студент права, учесник Народноослободилачке борбе и народни херој Југославије.

## Биографија
Рођен је 1919. године у Никшићу у угледној породици. Отац му је био председник Суда. Драган је у гимназији прихватио комунистичке идеје, на што је утицаја имао његов рођак Стојан Церовић (публицист и професор у гимназији у Никшићу). У гимназији је примљен у чланство Савеза комунистичке омладине Југославије. Након гимназије је уписао Правни факултет у Београду. Тамо се укључио у револуционарни студентски покрет и био активан у скојевској организацији.
После капитулације Југославије 1941, вратио се из Београда у Никшић и одмах укључио у рад локалне скојевске организације. Учествовао је у припремама за оружани устанак, скупљајући оружје, храну и санитетски материјал. После избијања Тринаестојулског устанка, под задатку КП Југославије, остао је да илегално обавља специјалне задатке у граду. Одређеним је каналима отпремао санитетски материјал, храну и остало.
У јесен 1941. године, сазнавши да бивши полицајац Кошак сваког дана препознаје и проказује окупаторским агентима, Окружни комитет КПЈ за Никшић донео је одлуку да се тог проказивача ликвидира. Задатак је био поверен Драгану Церовићу и Миљу Милатовићу, који су 7. новембра убили Кошака усред дана. Пошто су након овог атентата откривени, обојица су пребегли на слободну територију и ступили у партизанску чету „Ђуро Ђаковић“.
После формирања Пете пролетерске црногорске бригаде извесно је време био пушкомитраљезац у њеном Првом батаљону. Истакао се у борбама у Пиви, на Волујку, Забрђу и Трескавици. У борби код Забрђа, јула 1942. године био је тешко рањен. Умро је истог месеца од задобивених рана.
Указом председника Федеративне Народне Републике Југославије Јосипа Броза Тита, 10. јула 1953. године, проглашен је за народног хероја.